# Klaus Detjen
Klaus Detjen (* 23. November 1943 in Breslau) ist ein deutscher Buchgestalter und Herausgeber sowie emeritierter Professor für Typographie und Gestaltung an der Muthesius Kunsthochschule in Kiel.

## Werdegang
Nach dem Studium (Drucktechnik, Verlagswesen und Gestaltung) an der Werkkunstschule Wuppertal (heute Universität Wuppertal) arbeitete Detjen in einer Druckerei und wechselte dann als Hersteller in den Verlag Moritz Diesterweg in Frankfurt am Main. Im Sommer 1970 trat er als Hersteller in den Suhrkamp Verlag ein. Dort war er mit dem Aufbau und der Produktion der Taschenbuchprogramme betraut. 1972 wurde Detjen Hersteller für den Insel Verlag im Hauptprogramm. Aufbau, Gestaltung und Herstellung der gemeinsam mit Willy Fleckhaus entwickelten Taschenbuchreihe „insel taschenbücher“ wurden von der Stiftung Buchkunst prämiert.
1974 wechselte Detjen als Herstellungsleiter und Buchgestalter zum Carl Hanser Verlag München. 1981 siedelte Detjen nach Hamburg über und war dort als freiberuflicher Buchgestalter und Typograph unter anderem für Ammann, Büchergilde Gutenberg, ECM Records, Hanser, Insel, Kiepenheuer & Witsch, Knaus, Paul List, Rowohlt, Steidl, Straelener Manuskripte, Suhrkamp und Wallstein tätig. Er übernahm Lehraufträge in Hamburg (1981) und Bielefeld (1986) und war von 1988 bis 2009 Professor für Typographie und Gestaltung an der Muthesius Kunsthochschule in Kiel.

## Auszeichnungen
- Gutenberg-Preis der Stadt Leipzig, 2017[5]
- Antiquaria-Preis für Buchkultur, 2014[6]
- Goldmedaille „Schönste Bücher aus aller Welt“, 1996[7]
- diverse Auszeichnungen im Wettbewerb „Die schönsten deutschen Bücher“, u. a. 2001[8], 2003[9], 2005[10]

## Herausgabe

### „Typographische Bibliothek“
Seit 1993 erscheint die von Klaus Detjen herausgegebene Reihe „Typographische Bibliothek“; zunächst – von 1993 bis 2005 – im Göttinger Steidl Verlag (Band 1 bis 6), seit 2011 im Göttinger Wallstein Verlag (ab Band 7). Die Buchreihe „will dem Medium Typografie ein neues wirkungsvolles Forum bieten“, um Leser „wieder für ungewohnte oder längst vergessene Gestaltungsformen zu interessieren“. Die bibliophil gestalteten Bände der Reihe enthalten jeweils eine Variante des Textes in Lesetypographie sowie einen künstlerisch-interpretierenden Teil in inszenierender Typographie. Neben einem Nachwort enthält jeder Band zudem im Anhang detaillierte Hinweise Detjens zur jeweiligen typographischen Gestaltung.
- Band 1: Elfriede Jelinek: Wolken. Heim., 1993. ISBN 3-88243-276-4)
- Band 2: Stéphane Mallarmé: Un Coup de dés jamais n’abolira le Hasard / Ein Würfelwurf niemals tilgt den Zufall, 1995. ISBN 3-88243-374-4
- Band 3: Michel Leiris: Alphabet, 1998. ISBN 3-88243-532-1
- Band 4: Jorge Luis Borges: Die Bibliothek von Babel, 2001. ISBN 978-3-88243-778-2
- Band 5: Georg Büchner: Lenz, 2003. ISBN 978-3-88243-910-6
- Band 6: Herman Melville: Bartleby der Schreiber, 2005. ISBN 978-3-86521-009-8
- Band 7: Edgar Allan Poe: Ein Sturz in den Malstrom, 2011. ISBN 978-3-8353-0879-4
- Band 8: Heinrich von Kleist: Über das Marionettentheater, 2011. ISBN 978-3-8353-0941-8
- Band 9: Franz Kafka: In der Strafkolonie, 2012. ISBN 978-3-8353-0979-1
- Band 10: Jean Paul: Des Luftschiffers Giannozzo Seebuch, 2013. ISBN 978-3-8353-1198-5
- Band 11: Hugo von Hofmannsthal: Ein Brief, 2014. ISBN 978-3-8353-0980-7
- Band 12: Hugo Ball: Tenderenda der Phantast, 2015. ISBN 978-3-8353-1670-6
- Band 13: Novalis: Blüthenstaub, 2016. ISBN 978-3-8353-1669-0
- Band 14: Danilo Kiš: Die Enzyklopädie der Toten, 2017. ISBN 978-3-8353-0978-4
- Band 15: Heinrich Heine: Deutschland. Ein Wintermärchen, 2018. ISBN 978-3-8353-3313-0
- Band 16: Samuel Beckett: Der Verwaiser, 2019. ISBN 978-3-8353-3552-3
- Band 17: Allen Ginsberg: Das Geheul, 2020. ISBN 978-3-8353-3826-5
- Band 18: Roland Barthes: Die Lust am Text, 2021. ISBN 978-3-8353-5063-2
- Band 19: Heinrich Böll: Irisches Tagebuch, 2022. ISBN 978-3-8353-5301-5
- Band 20: Heinrich von Kleist: Der Zweikampf. Eine Erzählung, 2023. ISBN 978-3-8353-5533-0
- Band 21: Peter Altenberg: Neues Altes, 2024. ISBN 978-3-8353-5762-4
- Band 22: Ernst Jünger: Im Niemandsland, 2025. ISBN 978-3-8353-5978-9

### „Ästhetik des Buches“
Seit 2013 erscheint im Göttinger Wallstein Verlag die von Klaus Detjen herausgegebene Buchreihe „Ästhetik des Buches“. Autoren verschiedener Disziplinen widmen sich den einzigartigen ästhetischen, kulturellen und wahrnehmungspsychologischen Qualitäten des gedruckten Buchs. In Essays, Porträts und Kommentaren wird das Buch, seine Optik, Haptik und Formgebung, seine Funktionen und Wirkungen, aber auch die Tradition der Typographie und der Buchgestaltung diskutiert. Dieser Diskurs zur Buchform und zum Buch als Form konzentriert sich auf die sinnlichen und lesetechnischen Vorteile des Mediums und vermittelt Einblicke in die Arbeit daran.
- Band 1: Hans Andree: normal regular book roman. Ein Beitrag zur Schrift- und Typografiegeschichte, 2013 (ISBN 978-3-8353-1354-5)
- Band 2: Günter Karl Bose: Das Ende einer Last. Die Befreiung von den Büchern, 2013 (ISBN 978-3-8353-1355-2)
- Band 3: Gerd Fleischmann: Tschichold – na und?, 2013 (ISBN 978-3-8353-1353-8)
- Band 4: Roland Reuss: ›Die perfekte Lesemaschine‹. Zur Ergonomie des Buches, 2014 (ISBN 978-3-8353-1435-1)
- Band 5: Uwe Jochum: Medienkörper. Wandmedien – Handmedien – Digitalia, 2014 (ISBN 978-3-8353-1543-3)
- Band 6: Friedrich Forssman: Wie ich Bücher gestalte, 2015 (ISBN 978-3-8353-1591-4)
- Band 7: Hans Rudolf Bosshard: Regel und Intuition. Von den Wägbarkeiten und Unwägbarkeiten des Gestaltens, 2015 (ISBN 978-3-8353-1718-5)
- Band 8: Carlos Spoerhase: Linie, Fläche, Raum. Die drei Dimensionen des Buches in der Diskussion der Gegenwart und der Moderne, 2016 (ISBN 978-3-8353-1825-0)
- Band 9: Klaus Detjen: Außenwelten. Zur Formensprache von Buchumschlägen, 2018 (ISBN 978-3-8353-3225-6)
- Band 10: Walter Pamminger: Konzeptionelles Buchgestalten, 2018 (ISBN 978-3-8353-3314-7)
- Band 11: Steffen Siegel: Fotogeschichte aus dem Geist des Fotobuchs, 2019 (ISBN 978-3-8353-3469-4)
- Band 12: Klaus Detjen (Hg.): Typografen der Moderne. Stanley Morison, Eric Gill, Paul Renner, 2020 (ISBN 978-3-8353-3660-5)
- Band 13: Thomas Boyken: Medialität des Erzählens. Die Wiederentdeckung des Buches im Roman, 2020 (ISBN 978-3-8353-3545-5)
- Band 14: Silvia Werfel (Hg.): Buchgestaltung in Deutschland, 2021 (ISBN 978-3-8353-3928-6)
- Band 15: Ursula Töller: Buchhandel. Da, wo wir Bücher kaufen, 2021 (ISBN 978-3-8353-5083-0)
- Band 16: Klaus Detjen et al.: Leipziger Dialog. Gespräche zur Buchgestaltung mit Judith Schalansky, Markus Dreßen und Bernd Kuchenbeiser, 2023 (ISBN 978-3-8353-5281-0)
- Band 17: Hans Andree: Morphologie der Schriftzeichen, 2023 (ISBN 978-3-8353-5514-9)
- Band 18: Klaus Detjen: Spatium. Fragmente der Schrift, 2023 (ISBN 978-3-8353-5515-6)
- Sonderband: Jost Hochuli: Tschichold in St. Gallen, 2016 (ISBN 978-3-8353-1590-7)